# 小行星18101
小行星18101（18101 Coustenis）是一颗绕太阳运转的小行星，为主小行星带小行星。该小行星于2000年6月5日发现。

## 轨道参数
小行星18101的轨道半长轴为2.2842915 UA，离心率为0.192。